# Historia transnacional
La historia transnacional es un acercamiento a la historiografía que pone el foco en aquellos fenómenos históricos, como los desplazamientos de las personas y las ideas, que no vienen determinados por los estados nación. Según el historiador Akira Iriye, «podría definirse a la historia transnacional como el estudio de los movimientos y fuerzas que han trascendido las fronteras nacionales» en diversos contextos. Originado en el seno de los estudios norteamericanos, el término ha sido empleado por historiadores que rechazan el uso de la historia nacional como marco «natural» para el análisis histórico y, en su lugar, estudian el pasado fuera de los límites del estado nación. Esta reorientación de los estudios históricos puede verse como una reacción al hecho de que la disciplina de la historia fue fundada en el siglo XIX, cuando los movimientos nacionalistas surgían en Europa.

## Origen y definición
La idea de «transnacionalismo» se remonta a 1991, año en que Ian Tyrrell inició dicha aproximación dentro del campo de los estudios norteamericanos. El concepto se fue desarrollando a finales de los 90 y, desde entonces, ha sido adoptado por las disciplinas históricas. No hay consenso a la hora de definir el término con precisión debido a que se trata de un concepto relativamente nuevo en la historiografía. Además, existen múltiples enfoques alternativos presentes en los trabajos de Sebastian Conrad, Kiran Patel, Thomas Adam, Thomas Bender, Daniel T. Rodgers e Ian Tyrrell. Akira Iriye y Pierre-Yves Saunier definen la historia transnacional en conexión con las «interrelaciones y movimientos» establecidos entre sí por las sociedades de la Edad Moderna. Tyrrell ha afirmado que la historia transnacional está relacionada con la Escuela de los Annales.

## Conceptualización
La historia transnacional surgió a partir del descontento creciente por parte de algunos historiadores a la hora de estudiar los hechos históricos dentro del marco limitado y limitante de los estados nación. El estado nación, aceptado por muchos historiadores del siglo XIX debido a su naturaleza liberal y progresista, durante el siglo XX resultó ser una jaula como paradigma de análisis y perdió gran parte de su poder explicativo.[cita requerida] Limitar el estudio de los hechos al interior de las fronteras de un estado nación llevó a algunos historiadores a considerar únicamente aquellos aspectos existentes dentro de un espacio nacional seleccionado artificialmente, por lo que los historiadores acababan por ignorar toda la compleja estructura de los fenómenos que subyacía fuera de dicho espacio. En opinión de los historiadores transnacionales, la mayoría de los fenómenos históricos no han existido dentro de los límites de un espacio nacional, sino que crecieron al igual que se desarrollan las raíces y ramas de un árbol: extendiéndose hacia las áreas ocupadas por otros países, imperios y naciones. De este modo, analizar tales fenómenos únicamente dentro de los límites de una nación significaría estudiar sólo una rama o miembro amputado de su cuerpo principal.
La historia transnacional se fundamenta en la creencia de que las actividades humanas están interconectadas a través de todo el planeta. Los inventos ideados en un lugar, los minerales extraídos en otro lugar y las plantas cultivadas en otro distinto, se desplazaron alrededor del mundo y contribuyeron así al surgimiento de sociedades y culturas en sitios alejados de sus lugares de origen.
La historia transnacional contribuye a desnacionalizar y desterritorializar la historia, pero también propugna una historia centrada en actores no estatales. Los individuos y los agentes históricos no estatales se encuentran a menudo en el centro de los relatos históricos transnacionales. Por ejemplo, los agentes de la sociedad civil urbana y las asociaciones de voluntarios desempeñaron un papel fundamental en toda la serie de revoluciones que se extendieron por Europa en 1848. Inspirados por las ideas políticas que circulaban entre el público lector de toda Europa, activistas de diversas ciudades europeas emplearon esas mismas ideas en diferentes contextos urbanos, otorgando a dichas revoluciones urbanas de diferentes estados más similitudes entre sí que las existentes en las zonas rurales de un mismo estado. Por este motivo, el concepto de interconectividad transurbana (transurban interconnectivities en inglés) ha sido propuesto como el más preciso a la hora de plasmar la profunda interconectividad entre los movimientos revolucionarios de 1848. También pone el énfasis en descentrar la historia, la cual ha sido relatada demasiado a menudo desde una perspectiva eurocéntrica que comenzó con la imposición a países asiáticos de cronologías y momentos decisivos carentes de sentido para ellos. El descentramiento significa así mismo la posibilidad de crear cronologías nuevas e incluso múltiples.